# The U.P. Trail
The U.P. Trail er en amerikansk stumfilm fra 1920 af Jack Conway.

## Medvirkende
- Kathlyn Williams som Stanton
- Roy Stewart som Warren Neale
- Marguerite De La Motte som Allie Lee
- Robert McKim som Jose Durade
- Joseph J. Dowling som Hough
- Fred Starr som Fresno
- Charles Murphy som Larry
- Virginia Caldwell som Ruby Cortez
- Walter Perry som Casey
- George Berrell som Slingerland